# Springdale (Arkansas)
Springdale – miasto w Stanach Zjednoczonych, w stanie Arkansas, w większości położone w hrabstwie Washington i częściowo w hrabstwie Benton. Według spisu w 2020 roku liczy 84,2 tys. mieszkańców i jest 4. co do wielkości miastem stanu Arkansas. Należy do obszaru metropolitalnego Fayetteville.
Swoją siedzibę w mieście ma międzynarodowa firma mięsna – Tyson Foods. Ponadto miasto słynie z największej społeczności osób z Wysp Marshalla, którzy imigrują od lat 80. XX wieku, gdy rozeszły się wieści o niskich kosztach życia i dostępie do obfitych miejsc pracy w przemyśle drobiarskim. W 2013 roku miasto zyskało przydomek  „Światowej Stolicy Drobiu”.
30 marca 2022 r. Springdale nawiedziło tornado o sile EF3 poważnie uszkadzając lub niszcząc kilka konstrukcji i raniąc siedem osób.

## Demografia
W latach 2010–2020 populacja miasta wzrosła o 20,6%, a blisko jedną czwartą stanowią osoby urodzone za granicami Stanów Zjednoczonych. W 2020 roku skład rasowy miasta wyglądał następująco:
- biali nielatynoscy – 42,2%
- Latynosi – 39,1%
- rasy mieszanej – 14,8%
- osoby z wysp Pacyfiku – 7,4%
- czarni lub Afroamerykanie – 2,9%
- Azjaci – 2,7%
- rdzenni Amerykanie – 1,2%.